# Spokane (Luizjana)
Spokane – jednostka osadnicza w Stanach Zjednoczonych, w stanie Luizjana, w parafii Concordia.